# Tonino Zera
Tonino Zera (Villa Santo Stefano, 14 settembre 1957) è uno scenografo italiano.

## Biografia

### Gli inizi
Nasce il 14 settembre 1957 a Villa Santo Stefano, in provincia di Frosinone; terra celebre per aver dato i natali a padri del cinema come Vittorio De Sica, Marcello Mastroianni e Nino Manfredi. Negli anni settanta, frequenta il Conservatorio musicale Licino Refice di Frosinone, che annoverava tra gli insegnanti Ennio Morricone e Daniele Paris. Si laurea nel 1985 in Architettura presso l'Università La Sapienza di Roma. Nel 1979 diventa assistente di Elio Balletti, che per lui è un vero e proprio padre artistico.
Insieme a Balletti, realizza vari lavori, tra cui la serie La piovra: un telefilm rimasto nella storia della televisione italiana. In questo periodo entra in contatto con personalità registiche di spicco come Bolchi, Brusati, Vancini. È il 1991 quando esordisce come scenografo per il film Condominio scritto da Felice Farina e Paolo Virzì. Giunge così il 1993 ed egli inizia la sua collaborazione con i fratelli Vanzina. Sui set di Carlo ed Enrico, ha modo di imparare la grammatica filmica. “Sono grato ai fratelli Vanzina, due autori che hanno gettato le basi della mia tecnica e che tutt'oggi restano le fondamenta del mio mestiere.”

### La maturità artistica
Nel 2006 lo scenografo incontra Giuseppe Tornatore per realizzare gli ambienti del film La sconosciuta. Con quest'ultimo regista, intraprende la strada verso un cinema riflessivo, impegnato, qualitativo: d'Autore. Con questa pellicola, lo scenografo si guadagna la sua prima candidatura al David di Donatello. Tra il 2005 e il 2007 realizza De Gasperi - L'uomo della speranza di Liliana Cavani, Gino Bartali - L'intramontabile di Alberto Negrin e Rino Gaetano - Ma il cielo è sempre più blu per la regia di Marco Turco. Questi lavori hanno in comune tra loro la caratteristica di essere dei film per la televisione, curati in ogni minimo dettaglio.
Egli è ormai uno scenografo capace di cimentarsi nella costruzione di ambienti sia cinematografici sia pubblicitari, ma soprattutto di adattarsi all'immaginario di registi di nuova generazione quanto di vecchia scuola e, infatti, nel 2007 collabora con Carlo Lizzani per il film Hotel Meina; grazie al quale si aggiudica la candidatura al David di Donatello. È il 2008 quando realizza le scenografie del nuovo film di Spike Lee "Miracolo a Sant’Anna". Non è la prima volta che lo scenografo collabora con il regista statunitense; qualche anno prima, infatti, Spike gli aveva affidato le scenografie per il celebre spot pubblicitario della Telecom Italia incentrato sulla figura di Gandhi.
Nel 2009 è impegnato sul set de La Prima Cosa Bella di Paolo Virzì, per il quale film si aggiudica il premio come miglior scenografia al Sannio Film Festival e una candidatura al David di Donatello. Con Virzì, egli ha una grande intesa artistica; per lui ha già creato gli ambienti di Caterina va in Città (2003) e in seguito realizza diversi spot pubblicitari e lo spettacolo teatrale Se Non Ci Sono Altre Domande, con protagonista Silvio Orlando. Dopo quasi vent'anni dall'esperienza della Piovra, nel 2010 Michele Placido affida gli affida il compito di costruire le ambientazioni del film Vallanzasca, Gli Angeli Del Male per il quale è candidato al David di Donatello.
Nel 2011 Zera è scenografo del cortometraggio Senza Tempo di Gabriele Muccino. Con lui, egli coltiva un rapporto di stima reciproca e profonda amicizia che va avanti già da dieci anni; con Gabriele infatti, svolge un'intensa attività su set di spot pubblicitari e cortometraggi tutt'oggi molto accesa. Collabora nello stesso anno con Sam Mendes creando le scenografie per lo Spot Istituzionale Telecom "Le Emozioni non cambiano. Tra il 2011 e il 2013 scommette sulle sceneggiature di alcuni registi giovani e sagaci. La freschezza dei racconti,  , intrigano e stuzzicano la fantasia dello scenografo, che progetta le scenografie de: Breve storia di Lunghi Tradimenti (2011) per la regia di Davide Marengo, Amiche da Morire per la regia di Giorgia Farina (2012) e The Elevator (2013) per la regia di Massimo Coglitore.
Sempre nel 2013, realizza le ambientazioni storiche del film Romeo and Juliet per la regia di Carlo Carlei. Tra il 2013 e il 2014 lavora a L’ultima ruota del carro, per la regia di Giovanni Veronesi. Segue Sotto una buona stella per la regia di Carlo Verdone e Soap Opera per la regia di Alessandro Genovesi. Nel 2013 collabora insieme a Francesco Patierno, autore per il quale ha già realizzato diversi lungometraggi, per l'allestimento della mostra in Venezia, nell'Abbazia di San Gregorio, dedicata all'opera del Canaletto “L'entrata nel Canal Grande della Basilica della Salute”, intitolata “Gero Qua Canaletto” e per il documentario ad essa relativo.
È il 2015, lo scenografo torna a lavorare con Paolo Virzì per il film, in uscita nel 2016, La pazza gioia con cui vince il David di Donatello 2017 .Quest'ultimo si rivela un lavoro complesso per la natura del film, il cui tema principe è il disagio mentale. Lo stesso anno, crea le scene della nuova pellicola di Gabriele Muccino: Summertime, un lungometraggio indipendente, girato prevalentemente in lingua inglese. Con un marcato taglio generazionale, il film punta l'obiettivo sui diciottenni di oggi, in cerca di se stessi e in viaggio da Roma a San Francisco, passando per New Orleans e Cuba.
In seguito, realizza, per Dolce & Gabbana, le scenografie destinate allo spot Dolce Rosa Excelsa, la cui regia è affidata a G. Tornatore, le musiche ad Ennio Morricone e l'interpretazione a Sofia Loren. Lo spot omaggia dunque quel cinema italiano d'autore, che ha fatto storia. Sempre nel 2015, collabora con Barry Morrow (Premio Oscar per la sceneggiatura di Rain Man) per dar vita al suo film: Smitten!. Successivamente, partecipa, con Milena Canonero, alla realizzazione dello spot pubblicitario di 'Amaro Lucano'. Ambientato agli inizi del '900, lo spot è diretto dalla costumista, più volte Premio Oscar.
Progetta, poi, le scene per la première italiana di The Hateful Eight, diretto da Quentin Tarantino, che si svolge il 28 gennaio 2016, nello storico Teatro 5 di Federico Fellini. La maggior parte dei film sopracitati, sono stati costruiti all'interno degli Studi di Cinecittà, punto di riferimento fondamentale per l'attività di questo scenografo, la cui attitudine è rivolta verso un cinema “artigianale” di ricostruzione con radici che affondano nella tradizione del cinema italiano.

## Gli spot pubblicitari
Gli spot pubblicitari costituiscono per Tonino Zera un'ottima opportunità di confronto con il panorama cinematografico internazionale: collabora infatti con registi di spicco come Frederik Bond, Jonathan Glazer, Michael Haussman, Sam Mendes, Dennis Hopper, Harald Zwart.

## Premi e riconoscimenti
- Dal 2008 è membro dell'E.F.A. (European Film Academy)
- Dal 2009 è membro dello IATSE N.Y. (International Alliance of Theatrical Stage Employees)
- 2007 - Candidato al David di Donatello per "La Sconosciuta" di G. Tornatore
- 2007 - Vince il premio Cinecittà Holding per "La Sconosciuta" di G. Tornatore
- 2008 - Candidato al David di Donatello per "Hotel Meina" di C. Lizzani
- 2008 - Candidato ai Nastri d'Argento per "Parlami D'amore" di Silvio Muccino
- 2008- Candidato ai Nastri D'Argento per Hotel Meina di Carlo Lizzani
- 2010 - Candidato al David di Donatello per "La Prima Cosa Bella" di P. Virzì
- 2010 - Vince il premio come miglior scenografia al Sannio Film Festival per “La Prima Cosa Bella”
- 2011 - Candidato al David di Donatello per "Vallanzasca, Gli Angeli Del Male" di Michele Placido.
- 2014 - Candidato ai Nastri D'Argento per "Sotto una Buona Stella" di Carlo Verdone
- 2015 - Candidato ai Nastri D'Argento per "Romeo & Juliet" di Carlo Carlei
- 2015 - Candidato ai Nastri D'Argento per "Soap Opera" di Alessandro Genovesi
- 2016 - Candidato ai Nastri D'Argento per   " La Pazza Gioia" di Paolo Virzi'
- 2017 - Vince il David di Donatello per La Pazza Gioia di Paolo Virzi'
- 2018 - Candidato al David di Donatello per La ragazza nella nebbia di Donato Carrisi
- 2020 - Candidato al David di Donatello per il Primo Re di Matteo Rovere
- 2021 - Candidato al David di Donatello per L’I credibile storia dell’Isola delle Rose diretto da Sydney Sibilia
- 2021 - Nastro D’Argento migliore scenografia per l’Incredibile storia dell’isola delle Rose
- 2021 - Chioma di Berenice per la serie televisiva Sky “Romulus “ diretta da Matteo Rovere
- 2023 - Candidato al David di Donatello per L’Ombra di Caravaggio diretto da Michele Placido
- 2023 - Premio Dante Ferretti per la scenografia dell’Ombra di Caravaggio al Bifest di Bari
- 2023 - Nastro D’Argento migliore scenografia per l’Ombra di Caravaggio diretto da Michele Placido e Mixed by Erry diretto da Sydney Sibilia

## Filmografia

### Cinema
- Condominio, regia di Felice Farina (1991)
- Ricky & Barabba, regia di Christian De Sica (1992)
- Piccolo grande amore, regia di Carlo Vanzina (1993)
- I mitici - Colpo gobbo a Milano, regia di Carlo Vanzina (1994)
- S.P.Q.R. 2000 e 1/2 anni fa, regia di Carlo Vanzina (1994)
- Uomini uomini uomini, regia di Christian De Sica (1995)
- Io no spik inglish, regia di Carlo Vanzina (1995)
- Selvaggi, regia di Carlo Vanzina (1995)
- 3, regia di Christian De Sica (1996)
- Squillo, regia di Carlo Vanzina (1996)
- A spasso nel tempo, regia di Carlo Vanzina (1996)
- Un paradiso di bugie, regia di Stefania Casini (1997)
- A spasso nel tempo - L'avventura continua, regia di Carlo Vanzina (1997)
- Banzai, regia di Carlo Vanzina (1997)
- Il cielo in una stanza, regia di Carlo Vanzina (1999)
- Vacanze di Natale 2000, regia di Carlo Vanzina (1999)
- Quello che le ragazze non dicono, regia di Carlo Vanzina (2000)
- E adesso sesso, regia di Carlo Vanzina (2001)
- South Kensington, regia di Carlo Vanzina (2001)
- Febbre da cavallo - La mandrakata, regia di Carlo Vanzina (2002)
- Il pranzo della domenica, regia di Carlo Vanzina (2003)
- Caterina va in città, regia di Paolo Virzì (2003)
- Le barzellette, regia di Carlo Vanzina (2004)
- Germanikus, regia di Hanns Christian Müller (2004)
- In questo mondo di ladri, regia di Carlo Vanzina (2004)
- De Gasperi - L'uomo della speranza, regia di Liliana Cavani (2005)
- Gli occhi dell'amore, regia di Giulio Base (2005)
- Gino Bartali - L'intramontabile, regia di Alberto Negrin (2006)
- L'estate del mio primo bacio, regia di Carlo Virzì (2006)
- La sconosciuta, regia di Giuseppe Tornatore (2006)
- Heartango, regia di Gabriele Muccino (2007)
- Nero bifamiliare, regia di Federico Zampaglione (2007)
- Last Minute Marocco, regia di Francesco Falaschi (2007)
- Hotel Meina, regia di Carlo Lizzani (2007)
- Rino Gaetano - Ma il cielo è sempre più blu, regia di Marco Turco (2007)
- Parlami d'amore, regia di Silvio Muccino (2008)
- Miracolo a Sant'Anna, regia di Spike Lee (2008)
- Pashmy Dream, regia di Dennis Hopper – cortometraggio (2008)
- L'uomo che ama, regia di Maria Sole Tognazzi (2008)
- 4 padri single, regia di Paolo Monico (2009)
- La prima cosa bella, regia di Paolo Virzì (2010)
- Vallanzasca - Gli angeli del male, regia di Michele Placido (2010)
- Senza tempo, regia di Gabriele Muccino (2010)
- Cose dell'altro mondo, regia di Francesco Patierno (2011)
- Ex - Amici come prima!, regia di Carlo Vanzina (2011)
- Breve storia di lunghi tradimenti, regia di Davide Marengo (2012)
- Amiche da morire, regia di Giorgia Farina (2013)
- Romeo & Juliet, regia di Carlo Carlei (2013)
- L'ultima ruota del carro, regia di Giovanni Veronesi (2013)
- The Elevator: Three Minutes Can Change Your Life, regia di Massimo Coglitore (2013)
- The Cut, regia di Gianluca Minucci – cortometraggio (2013)
- La gente che sta bene, regia di Francesco Patierno (2014)
- Sotto una buona stella, regia di Carlo Verdone (2014)
- Soap Opera, regia di Alessandro Genovesi (2014)
- La pazza gioia, regia di Paolo Virzì (2016)
- L'estate addosso, regia di Gabriele Muccino (2016)
- Naples '44, regia di Francesco Patierno (2016)
- Moglie e marito, regia di Simone Godano (2017)
- La ragazza nella nebbia, regia di Donato Carrisi (2017)
- Sono tornato, regia di Luca Miniero (2018)
- A casa tutti bene, regia di Gabriele Muccino (2018)
- Il primo re, regia di Matteo Rovere (2019)
- Croce e delizia, regia di Simone Godano (2019)
- L'uomo senza gravità, regia di Marco Bonfanti (2019)
- Gli anni più belli, regia di Gabriele Muccino (2020)
- Il cattivo poeta, regia di Gianluca Jodice (2020)
- L'incredibile storia dell'Isola delle Rose, regia di Sydney Sibilia (2020)
- L'ombra di Caravaggio, regia di Michele Placido (2022)
- War - La guerra desiderata, regia di Gianni Zanasi (2023)
- Mixed by Erry, regia di Sydney Sibilia (2023)
- The Palace, regia di Roman Polański (2023)
- Girasoli, regia di Catrinel Marlon (2023)
- Leggere Lolita a Teheran, regia di Eran Riklis (2024)
- Le Déluge - Gli ultimi giorni di Maria Antonietta, regia di Gianluca Jodice (2024)

### Televisione
- S.P.Q.R. – serie TV, 13 episodi (1998)
- Anni '50 – miniserie TV, 4 episodi (1998)
- Questa casa non è un albergo – serie TV, 12 episodi (2000)
- Un maresciallo in gondola, regia di Carlo Vanzina – film TV (2002)
- Un ciclone in famiglia – serie TV, episodi sconosciuti (2005)
- Allegiance – serie TV, episodi 1x07 (2015)
- Romulus – serie TV, 18 episodi (2020-2022)
- A casa tutti bene - La serie – serie TV, 16 episodi (2021-2023)
- Unwanted - Ostaggi del mare, regia di Oliver Hirschbiegel – miniserie TV (2023)

## Riconoscimenti
- Nastro d'argento
  - 2025 - Migliore scenografia per Hey Joe